# Frank Fernández Tamayo
Frank Fernández Tamayo (Mayarí, Cuba, 16 de marzo de 1944) Pianista, compositor y pedagogo. Comenzó a tocar el piano "de oído" a los 4 años de edad. Un año después tuvo como primera maestra a su madre, Altagracia Tamayo, directora de la Academia Orbón en su pueblo natal.
Como pianista de música clásica se formó con algunos de los mejores maestros del mundo. 
A lo largo de sus varias décadas como artista, atesora críticas que le califican como "un ser tocado por la divinidad"[cita requerida], "uno de los magistrales intérpretes de los momentos más sublimes de la música universal" o "algo sin precedentes, un pianista inolvidable"[cita requerida], entre otras.
Frank Fernández ha escrito más de 650 obras para diferentes formatos[cita requerida], desde ballets, coros y sinfonías pasando por obras para agrupaciones de música popular, bandas sonoras para cine (entre ellas la de la película Fresa y Chocolate), televisión y radio. 
Ha trabajado también con artistas como Silvio Rodríguez, Vicente Feliú, Pancho Amat y otros.
Realizó la música del filme Hasta la victoria siempre (1997).